# La rosa tatuada
La rosa tatuada (en anglès, The Rose Tattoo) és una obra de teatre escrita per Tennessee Williams i estrenada el 1951, a Broadway. Segons Carlota Subirós, va ser escrita a Barcelona l'any 1949, pensant en l'actriu Anna Magnani per al personatge espiritualment sexual de Serafina, la protagonista.
La rosa tatuada va ser estrenada per primera vegada en català a la Sala Gran del Teatre Nacional de Catalunya (TNC) el 12 de desembre de 2013, dirigida per Carlota Subirós, que també en va fer la traducció, i protagonitzada per Clara Segura, amb Marta Ossó com a la seva filla i Bruno Oro com a Alvaro Mangiacavallo. Amb 25.557 espectadors i un 82% d'ocupació, va ser l'espectacle de més èxit al TNC durant la temporada 2013-2014.

## Argument
L'autor retrata la societat d'una petita comunitat tancada del sud dels Estats Units als anys cinquanta. Serafina Delle Rose és una dona que viu en una comunitat siciliana d'una petita població de Louisiana. El seu marit, un camioner al qual idolatra, mor en un accident, i del disgust també mor espontàniament el fill que d'ell esperava. Serafina es reclou a casa seva, amb la intenció de mantenir un dol rigorós i d'allunyar-se de les tafaneries de les veïnes, obligant que la seva filla adolescent, Rosa, faci el mateix. La història descriu el progressiu ensorrament de Serafina fins que, sobtadament, apareix el jove Alvaro, un altre camioner, també sicilià, que no té gaire traça amb les dones.

## Adaptació cinematogràfica
El 1954 es va estrenar una versió de l'obra per al cinema. La pel·lícula va ser adaptada pel mateix Williams i per Hal Kanter, dirigida per Daniel Mann i protagonitzada per Anna Magnani, Burt Lancaster, Marisa Pavan i Jo Van Fleet.

## Curiositats
El 12 de maig de 1957, el The Pike Theatre presentà "The Rose Tattoo", protagonitzada per Anna Manahan i amb direcció d'Alan Simpson i escenografia de l'artista irlandès Reginald Gray. Després de poc temps la policia irlandesa va assaltar el teatre i el director va ser detingut per produir un espectacle lasciu, perquè es llançava en mímica un condó a terra. El guió de Williams diu que un condó cau a terra d'una butxaca durant l'espectacle, però la posada en escena de Gray ho va fer més evident, sabedor que causaria conflicte.
A tot Europa tingué lloc una protesta, encapçalada pels dramaturgs Samuel Beckett, Sean O'Casey i Brendan Behan, contra el tancament d'Alan Simpson, que va acabar en llibertat. El jutge dictaminà que Només puc deduir que al detenir l'acusat, s'ha aconseguit el propòsit que era que es conclogués l'espectacle. Un dels resultats d'aquest cas és que si es produïa alguna denúncia contra una obra, aquesta hauria de provar-se abans de fer que l'espectacle tanqués.

## Premis
- Premi Tony a la millor obra (1951)
- Premi Tony al millor actor protagonista en una obra - Eli Wallach (1951)
- Premi Tony a la millor actriu protagonista en una obra - Maureen Stapleton (1951)
- Premi Tony a la millor escenografia - Boris Aronson (1951)
- Premi Theatre World - Maureen Stapleton i Eli Wallach (1951)